# Thibaut De Marre
Thibaut De Marre (ur. 23 lutego 1998 r. w Grenoble) – belgijski biegacz narciarski, zawodnik klubu SRHF.

## Kariera
Po raz pierwszy na arenie międzynarodowej pojawił się 5 grudnia 2015 roku, podczas zawodów juniorskich we francuskiej miejscowości Bessans, gdzie zajął 86. miejsce na dystansie 15 km stylem klasycznym.
20 lutego 2019 wygrał kwalifikacje do biegów dystansowych do Mistrzostw Świata 2019 na dystansie 10 km stylem klasycznym.

## Osiągnięcia

### Mistrzostwa świata
| Miejsce | Dzień     | Rok  | Miejscowość      | Konkurencja                        | Czas biegu   | Strata      | Zwycięzca              |
| ------- | --------- | ---- | ---------------- | ---------------------------------- | ------------ | ----------- | ---------------------- |
| 93.     | 23 lutego | 2017 | Lahti            | Sprint stylem dowolnym             | 3:13,76 min  | —           | Federico Pellegrino    |
| LPD.    | 25 lutego | 2017 | Lahti            | 30 km bieg łączony                 | 1:09:16,7 h  | —           | Siergiej Ustiugow      |
| 72.     | 1 marca   | 2017 | Lahti            | 15 km stylem klasycznym            | 36:44,0 min  | +7:52,8     | Iivo Niskanen          |
| LPD.    | 23 lutego | 2019 | Seefeld in Tirol | 30 km bieg łączony                 | 1:10:21,8 h  | —           | Sjur Røthe             |
| 23.     | 24 lutego | 2019 | Seefeld in Tirol | Sprint drużynowy stylem klasycznym | 18:49,86 min | —           | Norwegia               |
| 75.     | 27 lutego | 2019 | Seefeld in Tirol | 15 km stylem klasycznym            | 38:22,6 min  | +6:48,2 min | Martin Johnsrud Sundby |
| 74.     | 25 lutego | 2021 | Oberstdorf       | Sprint stylem klasycznym           | 3:01,30 min  | -           | Johannes Høsflot Klæbo |
| 22.     | 28 lutego | 2021 | Oberstdorf       | Sprint drużynowy stylem dowolnym   | 15:01,74 min | -           | Norwegia               |
| 73.     | 3 marca   | 2021 | Oberstdorf       | 15 km stylem dowolnym              | 33:48,7 min  | +5:56,6 min | Hans Christer Holund   |

### Mistrzostwa świata juniorów
| Miejsce | Dzień       | Rok  | Miejscowość | Konkurencja             | Czas biegu  | Strata      | Zwycięzca               |
| ------- | ----------- | ---- | ----------- | ----------------------- | ----------- | ----------- | ----------------------- |
| 57.     | 28 stycznia | 2018 | Goms        | Sprint stylem dowolnym  | 2:59,77 min | —           | Tom Mancini             |
| 72.     | 30 stycznia | 2018 | Goms        | 10 km stylem klasycznym | 24:58,8 min | +4:15,7 min | Jon Rolf Skamo Hope     |
| 42.     | 1 lutego    | 2018 | Goms        | 20 km bieg łączony      | 58:45,7 min | +5:30,9 min | Harald Østberg Amundsen |

### Mistrzostwa świata młodzieżowców
| Miejsce | Dzień       | Rok  | Miejscowość    | Konkurencja                            | Czas biegu  | Strata      | Zwycięzca               |
| ------- | ----------- | ---- | -------------- | -------------------------------------- | ----------- | ----------- | ----------------------- |
| 42.     | 23 stycznia | 2019 | Lahti          | 15 km stylem dowolnym                  | 34:02,8 min | +3:16,6 min | Jules Lapierre          |
| 50.     | 25 stycznia | 2019 | Lahti          | 30 km stylem klasycznym (start masowy) | 1:17:19,1 h | +6:41,2 min | Andriej Sobakariow      |
| 62.     | 3 marca     | 2020 | Oberwiesenthal | 15 km stylem klasycznym                | 36:26,4 min | +6:03,7 min | Siergiej Ardaszew       |
| DNF     | 4 marca     | 2020 | Oberwiesenthal | 30 km stylem dowolnym (start masowy)   | 1:12:42,0 h | —           | Harald Østberg Amundsen |

### Igrzyska olimpijskie młodzieży
| Miejsce | Dzień     | Rok  | Miejscowość | Konkurencja              | Czas biegu  | Strata      | Zwyciężczyni          |
| ------- | --------- | ---- | ----------- | ------------------------ | ----------- | ----------- | --------------------- |
| 31.     | 13 lutego | 2016 | Lillehammer | Cross                    | 2:59,56 min | —           | Magnus Kim            |
| 34.     | 16 lutego | 2016 | Lillehammer | Sprint stylem klasycznym | 2:55,39 min | —           | Thomas Helland Larsen |
| 25.     | 18 lutego | 2016 | Lillehammer | 10 km stylem dowolnym    | 23:04,8 min | +3:05,4 min | Magnus Kim            |